# منطقة تراكم

يتم العثور على منطقة التراكم على أعلى ارتفاع من النهر الجليدي ، حيث يكون تراكم المواد أكبر من الاجتثاث.

في منطقة جليدية، تكون منطقة التراكم (بالإنجليزية: Accumulation zone)، هي المنطقة الواقعة فوق خط الثلوج الحبيبية، حيث يتراكم تساقط الثلوج ويتجاوز الخسائر الناتجة عن الاجتثاث، (الذوبان والتبخر والتسامي). خط التوازن السنوي يفصل بين التراكم واجتثاث المنطقة سنويًا. يتم تعريف منطقة التراكم أيضًا على أنها جزء من سطح النهر الجليدي، وعادةً عند ارتفاعات أعلى، حيث يوجد تراكم صاف للثلج، والذي يتحول لاحقًا إلى ثلج حبيبي ثم الجليد.

## روابط خارجية
- "What Is A Glacier?". 10 يوليو 2002. مؤرشف من الأصل في 2011-06-05.
- "Glossary: Geological Points of Interest in the Stehekin Valley, Lake Chelan National Recreation Area, North Cascades National Park Service Complex". 2006. مؤرشف من الأصل في 2007-08-17.